# Санатрук (цар Парфії)
Санатрук/Сінатрук (парф. Sanatrūk)(77 р. до н. е. — 70 р. до н. е.) — великий цар Парфії, відомий з нумізматичних пам'яток та античних джерел.
Загальновідомо, що в останні роки правління чи одразу після смерті Міхрдата Парфія полинула у глибоку династичну кризу. Наразі залишається невідомим перебіг боротьби між різними гілками дому Аршакідів. Приблизно протягом одного десятиріччя було бито монети щонайменше п'ятьох різних «великих царів Аршаків» — Готарза, Орода, Сінатрука та ще двох невідомих Аршаків, один з яких на своїх монетах, як і Готарз, карбував грец. ΘΕΟΠΑΤΟΡΟΣ — Син Бога. Відомо лише те, що близько 77 р. до н. е. владу у Парфії захопив Сінатрук, що знайшло відображення у вавилонському астрономічному календарі у 76/75 рр. до н. е.
Сінатрук, якому на той час вже було близько 80 років, був не прямим нащадком Аршака, а нащадком його брата, якого зазвичай звуть Тірідатом. Про це свідчить остракон PEDN 2640 (Nov. 307), що датовано 68/67 р. до н. е., та у якому згадано «Аршака, правнука Фріапатака», майже загальновизнано, сина Сінатрука Фраата. Інший нісійський остракон — № 1760 — повідомляє, що згаданий Фрияпатак був внучатим небожом Аршака I.
Здобуття влади Сінатруком, яке відбулося за активного сприяння саків, зафіксувало один дуже важливий фактор — початок сакського впливу на парфянські справи. Тепер Сурена не тільки мали право символічного покладення діадеми на голову нового парфянського царя, але й досить часто вирішували, хто буде, власне, цим царем, що мало неабиякий вплив на подальшу історію Парфії.
На західних кордонах Парфії Сінатрук був вимушений визнати захоплення парфянських територій Тиграном Великим, ймовірно, за лояльність останнього та відмовив Мітрідату Евпатору у допомозі проти Риму взимку 72/71 р. до н. е.
Помер Сінатрук у 70/69 р до н. е., залишивши більш менш стабілізоване царство сину Фраату.